# Qatar ExxonMobil Open 2021
Qatar ExxonMobil Open 2021 — тенісний турнір, що проходив на кортах з твердим покриттям у місті Доха, Катар з  8 до 14 березня. Належав до категорії ATP 250.

## Фінальна частина

### Одиночний розряд
Ніколоз Басілашвілі —  Роберто Баутіста Аґут 7–6(7–5), 6–2

### Парний розряд
Аслан Карацев /  Андрій Рубльов —  Маркус Даніелл /  Філіпп Освальд 7–5, 6–4